# Eois albimacula
Eois albimacula là một loài bướm đêm trong họ Geometridae.